# Давлятов, Раджабали
Раджабали Давлятов — советский хозяйственный, государственный и политический деятель, Герой Социалистического Труда.

## Биография
Родился в 1912 году в кишлаке Калони. Член КПСС с 1939 года.
С 1929 года — на хозяйственной, общественной и политической работе. В 1929—1980 гг. — колхозник, председатель колхоза имени Орджоникидзе Сталинабадского района Сталинабадской области, агроном колхоза имени 22-го съезда КПСС Ленинского района Таджикской ССР.
Указом Президиума Верховного Совета СССР от 3 мая 1949 года присвоено звание Героя Социалистического Труда с вручением ордена Ленина и золотой медали «Серп и Молот».
Избирался депутатом Верховного Совета Таджикской ССР 1-5-го созыва.
Умер в 1982 году.